# シャインプルーフの原理

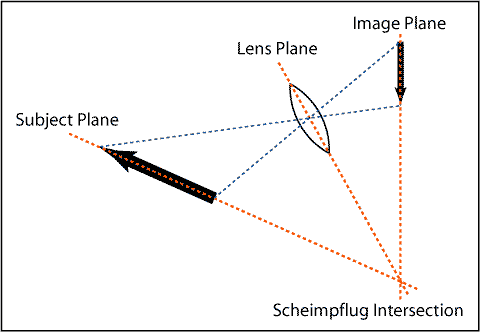
左から物面・レンズ主面・フィルム面であり、同一直線上で交わる。

シャインプルーフの原理（シャインプルーフのげんり、Scheimpflug principle）はオーストリアのテオドル・シャインプルーフが発見した原理で、フィルム平面と写真レンズの主面とがある1つの直線で交わるとき、ピントがあう物面もまた同じ直線で交わるというものである。

## 定義
シャインプルーフの原理はシャインプルーフカメラに利用されている原理で、写真技術の一つとして利用されている。フィルム面とレンズ主面は通常のカメラでは平行に取り付けられており、フィルム面とレンズ主面が交わることはない。この場合、カメラがピントを結ぶ物面は一定距離前方の平行平面となる。
しかし、フィルム面とレンズ主面を平行ではない配置にすると物面は平行ではなくなる。このとき、フィルム面・レンズ主面・物面が同一直線上で交わるというのがシャインプルーフの原理である。物面がレンズ主面と平行でないため、シャインプルーフカメラは近距離にあるものと遠距離にあるものに同時に焦点を合わせることができる。

## 実例
蛇腹式の、大・中型カメラは、基本的にこの機能を備えている。
ソリッドな中判カメラでは、Schneider の PC-TS 5.6/120MM等が有る。蛇腹式ベローズやマウントアダプタを使う事で対応できる機体も有る。
35mmカメラでは、ニコンとキヤノンにもこの機能を備えた交換レンズが用意されている。
ニコンでは、PC-E　24mm、45mm、85mm
キヤノンでは、TS-E　17mm、24mm、45mm、90mm
がある。
また、ロシアのレンズにもティルトシフトのレンズは多く、ティルト・シフトの機能を追加するマウントアダプタも多数存在する。